# Salangpass
Der Salangpass (persisch: كتل سالنگ Kotal-e Sālang) ist ein 3878 m hoch gelegener Gebirgspass im Hindukusch in Afghanistan. Die durch den Salangtunnel führende Passstraße ist die wichtigste Straßenverbindung zwischen der Hauptstadt Kabul und den nördlichen Landesteilen.
Der Salang-Tunnel verläuft im Wesentlichen geradlinig Südost-Nordwest, ab knapp 2 km südöstlich des Südportals liegen bergstraßentypische Straßenkehren, ebenso ab 10 km nordnordwestlich des Nordportals bei Dosakh.
Bei etwa ein Drittel der Tunnelstrecke in Richtung Nordwest verzeichnet Google Maps den Salangpass, 1,5 km nordöstlich davon den Fati Peak mit der Höhenangabe 4102 m. Etwas westlich des Zwei-Drittelpunkts der Tunnelstrecke ist ein kleiner See verzeichnet.

## Fernstraße AH76
Die Fernstraße AH76 (Bezeichnung auch A-76) verläuft von Kabul über den Salang-Pass, dann weiter westwärts und am Ostufer des Flusses Kundus (auch: Darya ye-Qonduz) nordwärts in die Stadt Pol-e Chomri und weiter nach Masar-e Scharif.

## Geschichte
Bereits vor Fertigstellung des 2,6 km langen einröhrigen Salangtunnels war der Salangpass jahrhundertelang verkehrlich genutzt worden. Das am 21. Juni 1955 zwischen Afghanistan und der Sowjetunion unterzeichnete Zweite Transitabkommen sah unter anderem den Ausbau der Salangstraße vor.
1965 wurde der Pass durch den Bau eines ganzjährig nutzbaren Tunnels in 3360 m Höhe für den Verkehr erschlossen. Damit avancierte der Salangpass zur wichtigsten Nord-Süd-Verbindung Afghanistans. Bis dahin wurde ein Großteil des Nord-Süd-Verkehrs über den 3000 m hohen Shibar-Pass abgewickelt. Der Salangtunnel war bis 1973 der höchstgelegene Straßentunnel der Welt.
Im Sowjetisch-afghanischen Krieg (1979–1989) war die Salangstraße von strategischer Bedeutung und dementsprechend umkämpft. Am 2. November 1982 kam es im Tunnel zu einem verheerenden Verkehrsunfall, als ein Tanklaster mit einem Militärkonvoi zusammenstieß. Bei der anschließenden Explosion kamen zahlreiche Menschen ums Leben. Die genauen Opferzahlen sind bis heute umstritten, sowjetische Quellen sprechen von 176 Toten. Andere Quellen nennen 700 bis 2000 Tote.
Bei einem Lawinenabgang wurden am 8. Februar 2010 zahlreiche Fahrzeuge auf einem 3,5 Kilometer langen Abschnitt der Salangstraße verschüttet. Aus den Schneemassen konnten 166 Menschen nur noch tot geborgen werden.
Am 17. Dezember 2022 (Samstagabend Ortszeit UTC+04:30) explodierte ein Tanklastwagen im Tunnel, das Feuer übertrug sich auf weitere Fahrzeuge. Mindestens 19 Tote und 32 Verletzte waren zu beklagen.

## Galerie

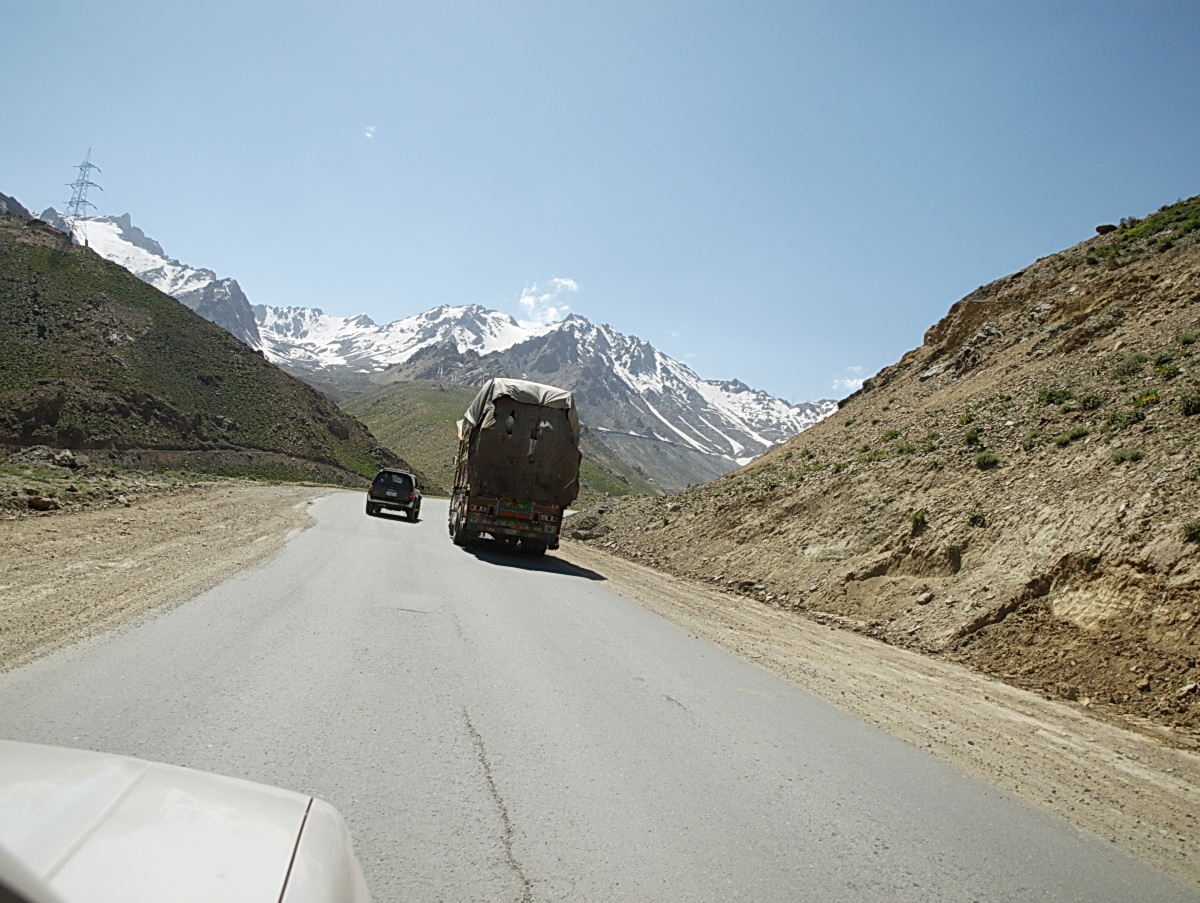
Foto der Gebirgsstraße (Juni 2009)
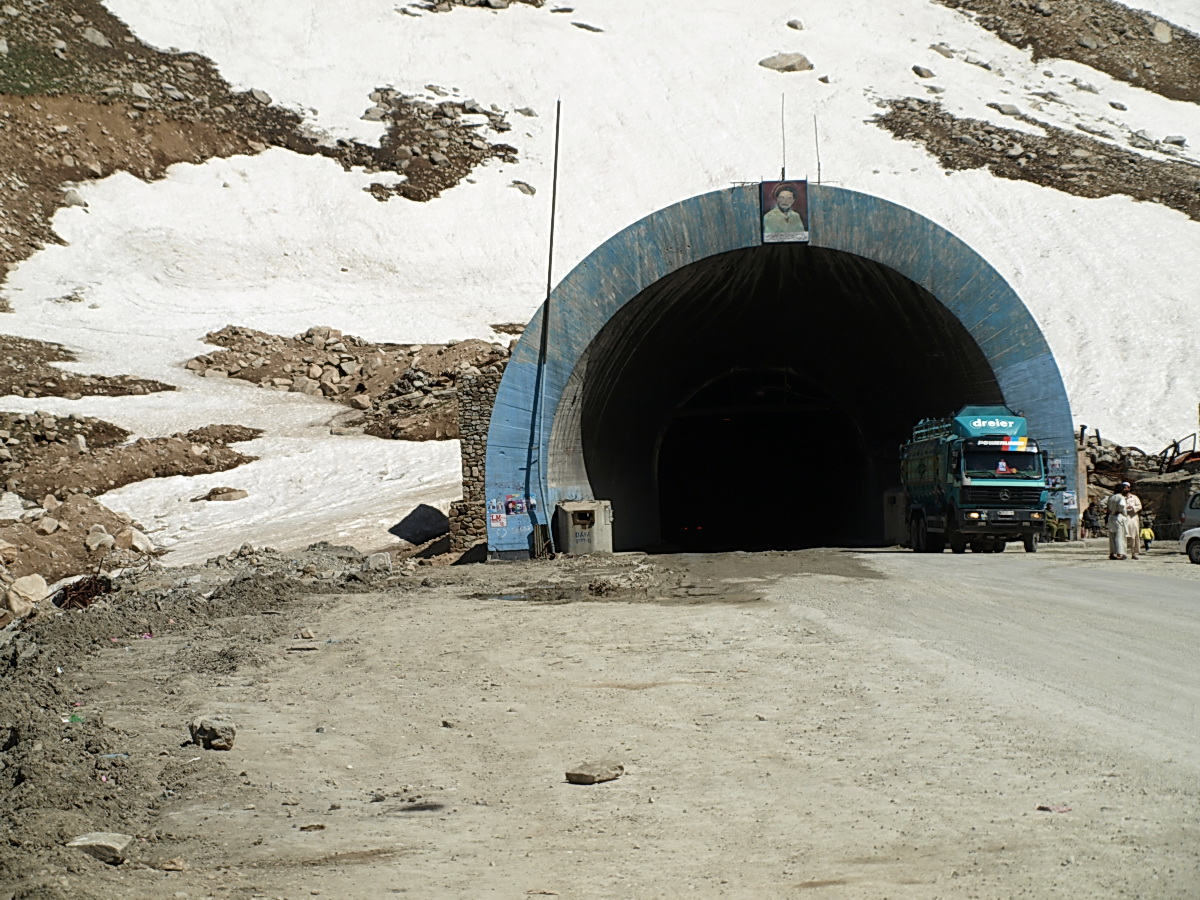
Einfahrt zum Salangtunnel (Juni 2009)
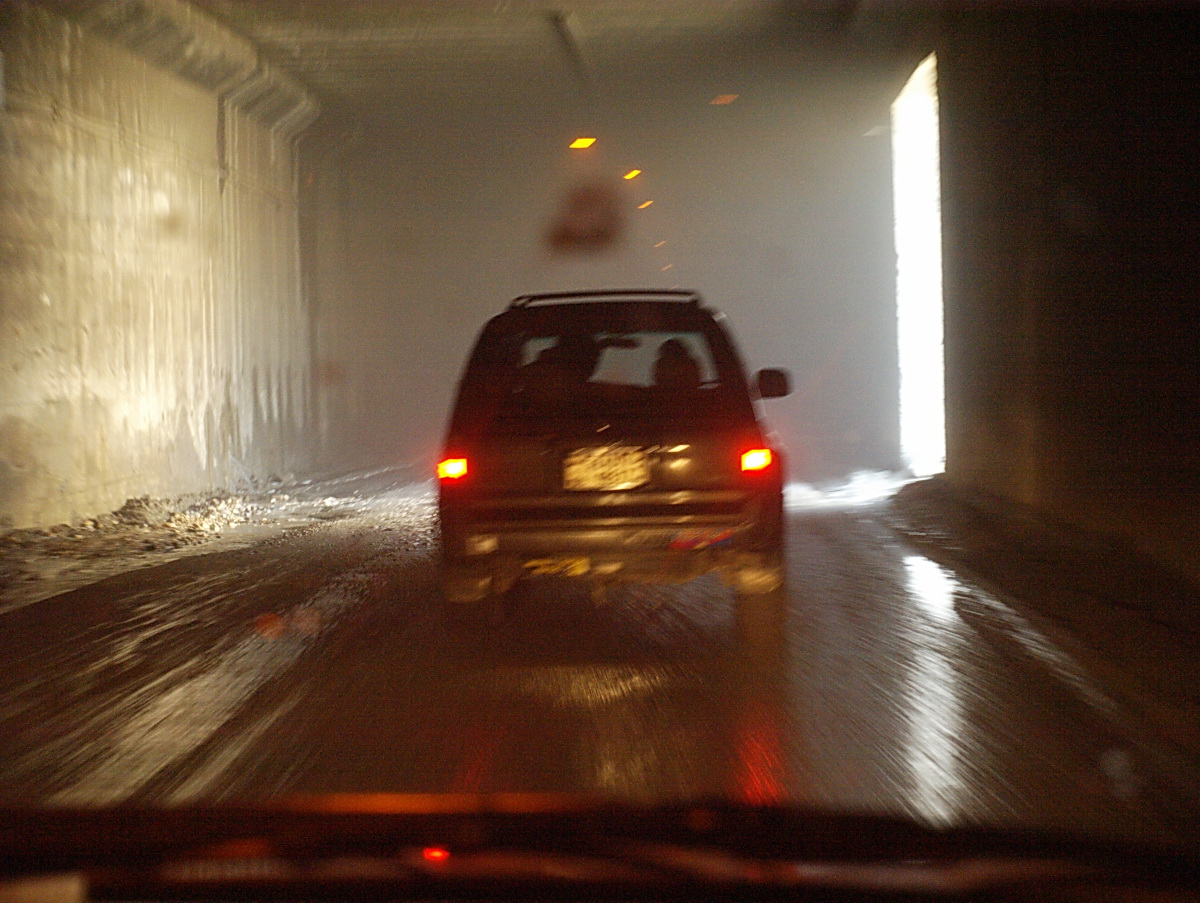
Im Salangtunnel (Juni 2009)
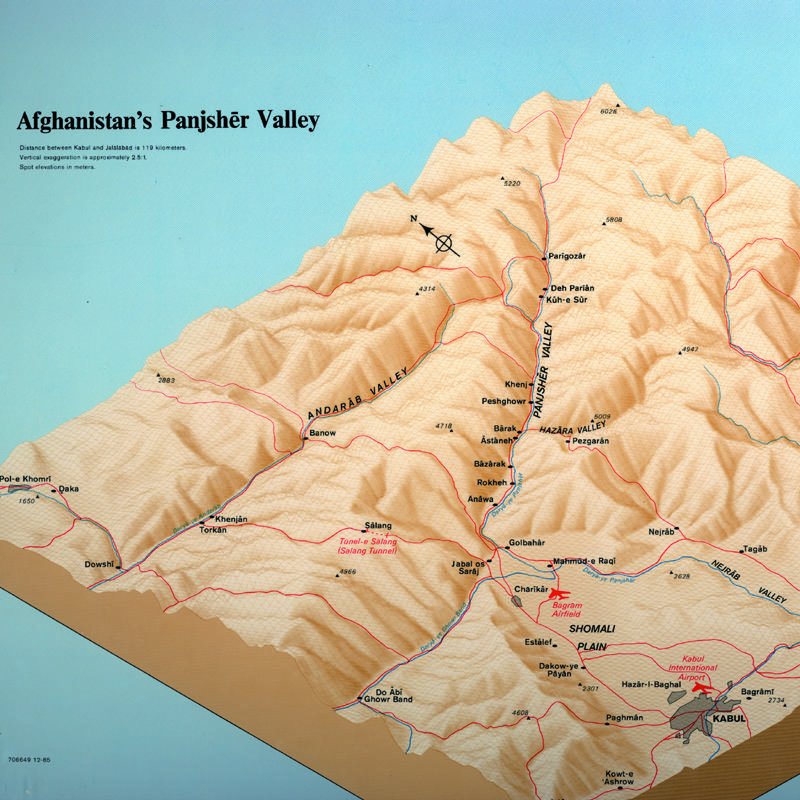
Karte mit Salangpass